# Liste der italienischen Botschafter in Ungarn

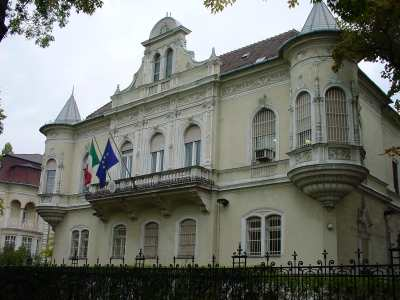
Italienische Botschaft in der Stefánia út 95.
Budapest

Liste der Leiter der italienischen Auslandsvertretung in Budapest. 1964 wurde die italienische Auslandsvertretung in Budapest zur Botschaft aufgewertet.

## Liste
| Ernennung / Akkreditierung | Name                               | Bemerkungen | ernannt von               | akkreditiert während der Regierung von | Posten verlassen |
| -------------------------- | ---------------------------------- | --- | ------------------------- | -------------------------------------- | ---------------- |
| 1886                       | Alberto Pansa                      | Generalkonsul (* 18. Februar 1844 in Turin; † 4. April 1928)                                                     | Agostino Depretis         | Franz Joseph I.                        | 1889             |
| 1910                       | Carlo Sforza                       | Generalkonsul | Luigi Luzzatti            | Franz Joseph I.                        | 1911             |
| 9. Nov. 1918               | Raffaele Romanelli                 | Oberst der Alliierte Militärmission                                                                              | Vittorio Emanuele Orlando | Mihály Károlyi                         | Nov. 1920        |
| Nov. 1920                  | Gaetano Caracciolo                 | Ministre plénipotentiaire                                                                                        | Francesco Saverio Nitti   | Károly Huszár                          | 31. Aug. 1920    |
| 6. Okt. 1932               | Prince Ascanio Colonna             | (* 8. August 1883 in Neapel; † 18. August 1871 in Rom) Außerordentlicher Gesandter und Ministre plénipotentiaire | Benito Mussolini          | Miklós Horthy                          |                  |
| 21. Dez. 1936              | Count Luigi Orazio Vinci Gigliucci | Außerordentlicher Gesandter und Ministre plénipotentiaire                                                        | Benito Mussolini          | Miklós Horthy                          |                  |
| 16. März 1940              | Giuseppe Talamo Atenolfi           | Außerordentlicher Gesandter und Ministre plénipotentiaire                                                        | Benito Mussolini          | Miklós Horthy                          | 8. Juni 1940     |
| Dez. 1941                  | Filippo Anfuso                     | Außerordentlicher Gesandter und Ministre plénipotentiaire                                                        | Benito Mussolini          | Miklós Horthy                          | Sep. 1943        |
| 9. Dez. 1943               | Raffaele Castertano                | | Pietro Badoglio           | Miklós Horthy                          | 1944             |
| März 1944                  | Carlo de Ferraris Salzano          | 1. Botschaftssekretär bei der Schutzmacht Türkei                                                                 | Pietro Badoglio           | Ferenc Szálasi                         |                  |
| Okt. 1946                  | Augusto Assettati                  | Geschäftsträger                                                                                                  | Ferruccio Parri           | Zoltán Tildy                           |                  |
| Okt. 1947                  | Giorgio Benzoni                    | bevollmächtigten Minister                                                                                        | Ferruccio Parri           | Zoltán Tildy                           |                  |
| 1962                       | Paolo Vita-Finzi                   | | Amintore Fanfani          | István Dobi                            | 1964             |
| Apr. 2004                  | Paolo Guido Spinelli               | [ 2 ] | Silvio Berlusconi         | Ferenc Mádl                            |                  |
| 2010                       | Giordano Battista Campagnola       | | Silvio Berlusconi         | Pál Schmitt                            |                  |
| 3. Mai 2012                | Maria Assunta Accili Sabbatini     | | Mario Monti               | János Áder                             |                  |